# Anabela Silveira de Oliveira
Anabela Silveira de Oliveira de Deble (1973) es una botánica brasileña.
Se ha especializado en la familia de las asteráceas., con énfasis en los géneros Baccharis L. , y Grindelia Willd.; y en la anatomía de la madera. Posee un doctorado en forestales, por la Universidad Federal de Santa María
Posee a agosto de 2013, 36 registros IPNI de identificación y clasificación de nuevas especies.

## Algunas publicaciones
- anabella silveira de oliveira-Deble, leonardo paz Deble. 2010. Nuevas especies de Baccharis (Asteraceae, Astereae) para Brasil NEW SPECIES OF BACCHARIS (ASTERACEAE, ASTEREAE) FROM BRAZIL. Bonplandia 17 (1): 13-24
- --------------------------------------------, -------------------, josé newton Cardoso Marchiori, luciano Denardi. 2005. Anatomia da madeira de duas espécies do gênero Heterothalamus lessing (Asteraceae) nativas no Rio Grande do Sul. Ciência Florestal (Brasil) 15

### Libros
- leonardo paz Deble, anabela silveira de oliveira Deble, ana l. stefani Leão. 2004. O bioma pampa: contribuições científicas. Editor Ediurcamp, 200 pp. ISBN 8563570048, ISBN 9788563570048

## Reconocimientos
- Becaria del Consejo Nacional de Desarrollo Científico y Tecnológico, CNPq, Brasil

## Membresías
- de la Sociedad Botánica del Brasil[nota 3]